# Pseudotropheus galanos
Pseudotropheus galanos är en fiskart som beskrevs av Stauffer och Kellogg 2002. Pseudotropheus galanos ingår i släktet Pseudotropheus och familjen Cichlidae. IUCN kategoriserar arten globalt som sårbar. Inga underarter finns listade i Catalogue of Life.